# Убийство Болдыревой и Савиной
Убийство Болдыревой и Савиной произошло в Пензе 28 марта 1895 года. Дело об этом убийстве стало одним из самых громких сенсационных судебных процессов Российской империи.                                            Есть данные, что в последствии Тальма был оправдан (Гиляровский В. А. Москва газетная; Друзья и встречи. Мн.: Наука и Техника, 1989, Стр. 236, 5 абз. сверху).

## Убийство
Ранним утром 28 марта 1895 года загорелся дом, в котором в квартире во флигеле снимала квартиру П.Г. Болдырева, состоятельная вдова генерал-лейтенанта. После того, как пожар был потушен, в ближайшей ко входу комнате на полу был обнаружен труп горничной Савиновой, рядом с ней был сорванный с петель телефонный аппарат с отрубленным проводом. А в спальне пожарные нашли сильно обгоревший труп самой Болдыревой.
Медицинское обследование тел показало, что обе женщины были убиты еще до пожара: Савиновой были нанесены множественные раны ножом, в том числе в области легких и сердца, Болдыревой были нанесены шесть колотых ран. Из квартиры Болдыревой исчезли деньги, процентные бумаги и драгоценности.

## Расследование
Предполагалось, что убийца был знаком с Болдыревой, так как следов взлома обнаружено не было. Подозрение пало на 28-летнего Александра Леопольдовича Тальму, воспитанника убитой генеральши, усыновлённого ею внебрачного сына своего мужа. Тальма также был мужем хозяйки дома, в котором снимала квартиру Болдырева. Свидетели сообщили, что в последнее время он часто ссорился с Болдыревой.
Среди этих свидетелей была семья Карповых, арендовавших флигель по соседству с домом, где жила Болдырева. Эта семья состояла из Ивана, медных дел мастера, и его жены Христины, а также их детей, Александра и Евдокии. При обыске через два дня после убийства во флигеле, где жили Карповы, были обнаружены два футляра из-под драгоценностей Болдыревой. Но Карповы объяснили это тем, что один футляр был подарен им горничной Савиновой, а другой футляр остался от предыдущих квартирантов флигеля, неких Киреевых.
11 июля 1895 года некий Коробов явился в полицейское управление в Москве и рассказал, что он якобы знает убийцу Болдыревой, и что им не является Тальма. Однако в ту же ночь он покончил с собой, так и не дождавшись официального допроса.

## Судебный процесс
Осенью 1895 года Тальма предстал перед Пензенским окружным судом по обвинению в убийстве Болдыревой и Савиной.
В качестве свидетелей обвинения выступили Карповы, которые, в частности, показали, что 28 марта 1895 года тотчас по выходу из своего дома, ещё не увидев жертв, Тальма вскрикнул: «Боже мой, их зарезали!»
Защитник Тальма Самуил Кальманович указывал на отсутствие прямых и несомненных доказательств причастности Тальмы к убийству и поджогу, а также на то, что его отношения с Болдыревой не были столь враждебными, как утверждалось. Сам же Тальма во время процесса сильно волновался и давал путанные объяснения.
Присяжные совещались долго, но в итоге признали Тальму виновным. Суд приговорил Тальму к 15 годам каторжных работ.

## Последующие события
Новость об осуждении Тальмы стала чрезвычайно популярной и обсуждаемой не только в Пензе, но также в Москве и Санкт-Петербурге. Не все верили в его виновность. Журналист Александр Амфитеатров смог поговорить в Бутырской тюрьме с Тальма. Эта беседа убедила Амфтитетрова в невиновности Тальма. Амфитеатров написал статью об этом, но редакция газеты «Новое время», куда Амфитеатров её отправил, отказалась её опубликовать, так как главный редактор газеты А.С. Суворин был убеждён в виновности Тальма.
В 1896 году жительница Пензы Битяева, давая показания по другому делу. сообщила о том, что её возлюбленный Борис Леонтьев в день убийства Болдыревой и Савиной якобы рассказал ей, что «обделал» трудное, но выгодное дело. Битяева в шутку спросила его: «Уж не Болдыреву ли вы убили?», на что Леонтьев взволнованно прошептал: «Молчите, молчите!»
Также некий полковник свидетельствовал, что случайно он услышал ночью разговор двух неизвестных, один из которых сказал: «Жаль мне Тальму, если бы я одно только слово сказал, его сейчас же выпустили бы», а другой ответил: «Оставь, как посадили, так и пускай сидит, а то еще и тебя посадят».
Летом 1899 года в Пензе была задержана за кражу некая Захарова, после чего выяснилось, что Захарова также пыталась продать железнодорожную акцию, принадлежавшую ранее Болдыревой, и что эту акцию ей передал Александр Карпов. Карпова допросили, и он признался, что это он совершил убийство. Проникнув через окно в дом Болдыревой, он дождался ее, спрятавшись в находившемся в спальне шкафу, а затем убил Болдыреву, а потом и горничную, испугавшись её криков. Забрав всё ценное, он поджёг дом, незаметно выбрался через окно, вернулся во флигель к родителям и рассказал им о совершённом. Согласно показаниям Александра Карпова, чтобы спасти его, его родители Иван и Христина оклеветали Тальму.
Но приговор в отношении Тальмы оставался в силе, поэтому суд признал всех троих Карповых, включая Александра, виновными лишь в укрывательстве преступления. Иван получил шесть лет каторги, его жена получила год тюрьмы, а Александр Карпов — два года.
Находившийся на каторге на Сахалине Тальма подал в Сенат ходатайство о пересмотре своего дела, но Сенат отказал в этом, мотивировав это так: …существует пробел, не пополняемый теми двумя приговорами о Тальме и Карповых, которыми мы обладаем. Но существование такого пробела никоим образом не может служить основанием для возобновления дела Тальмы… Такие пробелы в уголовной практике встречаются на каждом шагу и неизбежны… Мы здесь уже входим в область предположений, а они не могут служить основанием для возобновления дела.
Двоюродный брат Тальма обратился за советом к Льву Толстому, который посоветовал ему обратиться к министру юстиции для подачи императору прошения о помиловании. В итоге 28 февраля 1901 года Александр Тальма был помилован, и его освободили. Но реабилитирован он так и не был.